# Pieces of the Sun
Pieces of the Sun je třetí sólové studiové album Tonyho Levina. Album vyšlo v roce 2002 u vydavatelství Narada Productions a jeho producentem byl sám Levin.

## Seznam skladeb
| Pořadí         | Název                  | Autor                       | Délka |
| -------------- | ---------------------- | --------------------------- | ----- |
| 1.             | Apollo                 | Levin                       | 6:49  |
| 2.             | Geronimo               | Levin, Fast, Gress, Marotta | 3:11  |
| 3.             | Aquafin                | Levin                       | 5:13  |
| 4.             | Dog One                | Gabriel                     | 5:15  |
| 5.             | Tequila                | Levin, Rio                  | 5:20  |
| 6.             | Pieces of the Sun      | Levin, Marotta              | 7:20  |
| 7.             | Phobos                 | Fast                        | 7:08  |
| 8.             | Ooze                   | Levin                       | 4:16  |
| 9.             | Blue Nude Reclining    | Levin, Fast, Gress, Marotta | 3:08  |
| 10.            | The Fifth Man          | Levin                       | 5:47  |
| 11.            | Ever the Sun Will Rise | Levin                       | 9:08  |
| 12.            | Silhouette             | Levin                       | 4:37  |
| Celková délka: | Celková délka:         | Celková délka:              | 67:13 |

## Sestava
- Tony Levin – basová kytara, kontrabas, Chapman Stick, violoncello
- Larry Fast – syntezátor
- Jesse Gress – kytary
- Jerry Marotta – bicí, perkuse, akustická kytara, saxofon, Omnichord
- Bert Lams – akustická kytara
- Hideyo Moriya – akustická kytara
- Paul Richards – akustická kytara
- Randy James – steel kytara